# Brachymeria scutellocarinata
Brachymeria scutellocarinata är en stekelart som beskrevs av Joseph, Narendran och Joy 1972. Brachymeria scutellocarinata ingår i släktet Brachymeria och familjen bredlårsteklar. Inga underarter finns listade.